# 中立一元論
心灵哲学中，中立一元论是指，心灵的和物理的只是两种描述问题的方式，他们都是“中立”的，也就是，既非物质也非精神。这个观点否定二元论中物质和心灵两个基本的东西，相反，承认宇宙只有一种东西，以中立的形式存在。